# Haushaltsökonomie
Die Haushaltsökonomie oder Haushaltsökonomik beschäftigt sich als wissenschaftliche Disziplin mit den Haushalten, die Betriebswirtschaftslehre mit den Unternehmen. Diese zwei Einzelwirtschaftslehren bilden zusammen mit der Volkswirtschaftslehre die Grundstruktur der Wirtschaftswissenschaften. In der Fachliteratur wird gelegentlich zwischen Haushaltsökonomie, dem Realbereich der Haushaltswirtschaft, und Haushaltsökonomik, der Wissenschaft vom Haushalt unterschieden.

## Haushalte als Basis ökonomischer Institutionen
Haushalte sind die grundlegenden Lebens- und Wirtschaftsformen von Menschen in allen Gesellschaften. Sie dienen der Versorgung und Nutzenoptimierung ihrer Mitglieder (siehe Private Haushalte als Basisorganisationen von Gesellschaft). Unternehmen haben sich historisch aus Haushalten, genauer: aus den produktiven Bereichen der Haushalte, entwickelt und tun dies auch noch heute (Existenz- und Unternehmensgründung); diese Unternehmen dienen der Einkommenserzielung ihrer Eigentümer.
Auch der Ursprung politisch-bürgerlicher Partizipation liegt im privaten Haushalt. So hatten die Bauernaufstände bzw. der mitteleuropäische Bauernkrieg 1525 eine wichtige Ursache im Interesse der Erhaltung des bäuerlichen Haushalts, etwa im Todesfall nicht durch Erbschaftssteuern und im Alltag nicht durch Abgabelasten des Fürsten ruiniert zu werden (Zwölf Artikel). Ziel war dabei der langfristige Erhalt des Hauses (Haushalts) als Lebensgrundlage für die Kinder und Enkelkinder.
Haushalte sind Versorgungssysteme, die im Unterschied zu Unternehmen nicht vorrangig über Märkte gesteuert werden, sondern ihre Leistungserstellung in erster Linie an der erhofften Nutzenstiftung bei ihren Mitgliedern bzw. den Empfängern ausrichten.
Private Haushalte bilden eine Funktionshülle für familiale oder andere private Lebensformen; sie produzieren personale Güter und streben damit eine unmittelbare Bedürfnisbefriedigung ihrer Mitglieder an. Öffentliche Haushalte von Gebietskörperschaften, wie der Staatshaushalt, stellen öffentliche und kollektive Güter bereit und wollen damit die Wohlfahrt der Gesellschaft bzw. bestimmter Gruppen fördern.
Die Leistungserstellung öffentlicher Haushalte wird vor allem durch Machtmonopole (etwa Diktaturen, Monarchien), in demokratisch verfassen Staaten durch politische Wahlen, Gruppenverhandlungen, Bürokratien und Hierarchien sowie durch Medien und Lobbyismus gesteuert. Bei privaten Haushalten spielen hingegen Liebe, Solidarität und Aushandlungsstrukturen (z. B. Familienkonferenz) als Steuerungssysteme eine große Rolle. Dagegen wird die Erstellung der Güter aus Unternehmen in erster Linie durch Kapital- und Absatzmärkte gesteuert, d. h. durch Kapitalanlage von Investoren und Kaufentscheidungen der Nachfrager dieser auf Märkten angebotenen und gehandelten Sachen (Immobilien und Waren) und Dienstleistungen.
Neben den privaten Haushalten (von Alleinlebenden, Familien, Teilfamilien und anderen Lebensgemeinschaften) sowie den öffentlichen Haushalten (von Gebietskörperschaften, wie Bundesstaaten, Bundesländer und Gemeinden), können Anstalts- und Vereinshaushalte als weitere Gruppen von Haushalten betrachtet werden.
Anstaltshaushalte, z. B. Internate, Klöster, aber auch Kindergärten, Altenheime und Gefängnisse, erstellen ersatzweise oder ergänzend zu privaten Haushalten Versorgungsleistungen für ihre Mitglieder. Dazu kommen Vereinshaushalte, wie Geselligkeits- und Sportvereine, die einer weiteren ergänzenden kollektiven Bedarfsdeckung dienen, bei der die gemeinsame Leistungserstellung für die Nutzenstiftung der Mitglieder wesentlich ist.
Anstalts- und Vereinshaushalte können private oder öffentliche Träger haben. Auch für diese gilt, dass sie ihre Leistungserstellung nicht am Tauschprinzip und an Marktchancen, sondern am Solidaritätsprinzip und an der unmittelbaren Bedarfsdeckung der Mitglieder bzw. der zu versorgenden Personen ausrichten und folglich ihre Leistungen unentgeltlich oder zu höchstens kostendeckenden Preisen abgegeben. Anstalts- und Vereinshaushalte werden deshalb auch als Non-Profit-Organisationen bezeichnet.

## Private Haushalte als Konsumenten und Produzenten
Private Haushalte können sehr breit zwischen einer umfassenden Eigenproduktion (Subsistenz-Selbstversorgung) und einer fast vollständig auf zugekauften Konsum ausgerichteten Haushaltsführung entscheiden. Eine Subsistenzlebensform, das wären Nutzgärten und Nutztierhaltung einerseits, oder aber ein weitgehender Konsumhaushalt, also etwa Leben in einem Hotel mit Zukauf aller benötigten Waren und Dienstleistungen, andererseits, sind möglich. Weniger extrem ausgedrückt: Ein Haushalt kann sich z. B. mit frisch am Markt gekauften und zuhause zubereiteten Produkten oder weitgehend mit Convenience-Lebensmitteln ernähren.

### Eigenproduktion und/oder Kauf
Im ersten Fall sind die selbst erbrachten hauswirtschaftlichen Leistungen umfangreich; man kauft weniger Waren bzw.  ursprünglichere Produkte ein und produziert mehr selbst, im zweiten Fall ist es genau umgekehrt: nahezu verzehrfertige Lebensmittel werden gekauft und nur geringfügig weitergehend zubereitet. Diese breite Gestaltungsfähigkeit macht Haushalte an geänderte Umstände (Arbeitslosigkeit, Krankheit, Tod, Trennungen) oder für umgestaltete Lebensentwürfe ökonomisch anpassungsfähig und auch politisch als Bürger diskursfähig.

### Erwerbswirtschaftliche Tätigkeiten
Für die Güter, die Haushalte am Markt kaufen und für Steuerzahlungen und Geldgeschenke benötigen sie Geld. Dieses Geld wird vor allem durch erwerbswirtschaftliche Tätigkeiten verdient. Das kann dadurch geschehen, dass einerseits Dienstleistungen oder andere selbst erstellte Güter verkauft (Unternehmer) oder die Arbeitskraft und Fertigkeiten der Haushaltsmitglieder am Arbeitsmarkt verwertet werden (Arbeitnehmer).
Die Haushaltsökonomie unterscheidet dabei je nach zeitlichem Umfang einer selbständigen Tätigkeit zwischen Haupt-, Neben- und Zuerwerb.

### Haushaltsproduktion im engen Sinn
Die verschmutzte Wäsche einer Kleinfamilie kann in eine kommerzielle Wäscherei gegeben (Vergabe, zugekaufter Konsum) oder aber zu Hause selbst gereinigt werden (Haushaltsproduktion im engen Sinn). Güter der Haushaltstechnik, etwa Waschmaschine, Wäschetrockner, Bügelmaschine, dienen der Effizienzsteigerung dieser Eigenproduktion.
Der produktive Charakter von Haushalten wird jedoch nicht allgemein anerkannt. Das lässt sich zum einen auf die verbreitete Geringschätzung der Haushaltsarbeit zurückführen, zum anderen auch auf die Dogmatik in den traditionell orientierten Wirtschafts- und Sozialwissenschaften. Insbesondere in der Mikro- und Makroökonomik sowie in der Soziologie wird nur den Unternehmen eine produktive ökonomische Funktion zugeschrieben, während die Haushalte und Familien vor allem als Konsumenten betrachtet werden. Auch die ökonomische Rolle des Staates und der Verbände wird eher dem Konsumbereich als dem Produktionsbereich zugeordnet.
Tatsächlich werden in allen Haushalten, wie auch in Unternehmen, Ressourcen eingesetzt, die unmittelbar aus der Natur stammen oder von Lieferanten bezogen worden sind, und in weiteren Produktionsprozessen umgewandelt werden, um die angestrebten Nutzleistungen zu erstellen, denen im Erfolgsfall ein höherer ökonomischer Wert zugeordnet wird als dem Wert der Summe der Einsatzgüter.
Wegen der Dominanz der nicht-marktlichen Steuerungssysteme im Haushaltssektor sind allerdings die marktwirtschaftlichen Konzepte der Erfolgsplanung und -messung nur sehr bedingt anwendbar. Das ist das eigentliche Problem der Haushaltsökonomie. Nur in Privathaushalten können Kosten und Nutzen der Leistungserstellung in vielen Fällen unmittelbar bilanziert werden, indem Arbeitsfreude und Arbeitsleid sowie Geldverwendung und Nutzenstiftung gegeneinander abgewogen werden. Bei Haushaltsformen, die der Fremdbedarfsdeckung dienen (öffentliche Haushalte sowie Anstalts- und Vereinshaushalte) müssen letztlich die Voten der Mitglieder bzw. Betroffenen, wie Wahlentscheidungen und Zufriedenheitsbefragungen, als Erfolgsindikatoren gedeutet werden. Für die strategische und operative Betriebsführung werden allerdings betriebswirtschaftlich inspirierte Steuerungsinstrumente, wie Einnahmen-Ausgaben-Rechnungen und Kosten-Nutzen-Analysen, eingesetzt.

### Traditionelles Verständnis von Produktion
In der ökonomischen Klassik galt nur die agrarische und handwerkliche Sachgütererstellung als Produktion. Alle Dienstleistungen wurden als Konsum gedeutet, weil kein materielles, lagerfähiges Ergebnis erkennbar war. In der Neoklassik wurde der Produktionsbegriff auf alle Marktleistungen ausgeweitet. Unentgeltliche Leistungen, insbesondere Haushaltsarbeit, werden noch heute in der Mikro- und Makroökonomik sowie in der Volkswirtschaftlichen Gesamtrechnung fast ausnahmslos nicht als Produktion gewertet.

### Erweitertes Verständnis von Haushaltsproduktion
In der Neo-neoklassischen Ökonomik wird dagegen der produktive Charakter der Haushaltsarbeit hervorgehoben und die herkömmliche Grenzziehung zwischen Produktion und Konsum nur als eine Möglichkeit der Interpretation des Haushaltsprozesses verstanden. Die Haushaltsleistungen, wie zubereitete Nahrung, gewaschene Wäsche und aufgeräumte Zimmer, können nämlich als Zwischengüter für die Erstellung von noch komplexeren Produkten, wie Gesundheit, Humanvermögen und Lebenszufriedenheit, gedeutet und der sogenannte Konsum als letzte Transformation in Nutzenstiftungen gesehen werden. Auch aus der Sicht der Umweltökonomik kann die ökonomische Differenzierung zwischen Produktion und Konsum gänzlich in Frage gestellt werden. Denn der gesamte Wirtschaftsprozess beruht auf der Transformation von Naturgütern in Investitionsgüter und Konsumgüter sowie Rest und Schadstoffe. Produktion und Konsum sind folglich untrennbar miteinander verbunden, so wie zwei Seiten einer Medaille.

## Private Haushalte als Basisorganisationen von Gesellschaft
Private Haushalte sind aus institutionenökonomischer Sicht in modernen Gesellschaften die Basisorganisationen von Wirtschaft und Gesellschaft. Das Wirtschaftsgeschehen ist zwar ein vollständig interdependenter Prozess. Aber wenn nach einem Anfangs- und Endpunkt gesucht wird, kommen in freiheitlichen Gesellschaften nur die privaten Haushalte in Betracht.
Haushalte gründen sich in eigener Verantwortung durch ihre Mitglieder und entfalten Versorgungsstrukturen in ihrer Umwelt. Sie entscheiden auf der Mikroebene unter den gesellschaftlichen Rahmenbedingungen über die Gewinnung und Verwendung von Mitteln zur Gestaltung ihrer Lebenslage. Dazu gehören Entscheidungen über Lebensstil, Haushaltsführung, Familiengründung, Erwerbsbeteiligung in abhängiger Beschäftigung oder durch Unternehmensgründung sowie gesellschaftliche und politische Teilhabe. Damit gestalten die vielen einzelnen Privathaushalte in der Aggregation auf der Makroebene mittel- und langfristig die Rahmenbedingungen des wirtschaftlichen und gesellschaftlichen Lebens mit. Der statistische Haushaltsbegriff wie auch der moderne Begriff der Lebensform in der amtlichen Statistik deckt die aufgeführten Inhalte nur sehr eingeschränkt ab.

## Gegenstandsrahmen der Haushaltsökonomie als Wissenschaft
Da Haushalte getragen von persönlichen Beziehungen, eingebettet in die Gesellschaft und vielfältig mit Wirtschaft verzahnt sind, muss Haushaltsökonomie eine multidisziplinäre Orientierung haben, da sie sonst die Vielgestaltigkeit insbesondere der privaten Haushalte  und ihr geschichtliches Erscheinungsbild nicht zureichend beschreiben und erklären könnte. Menschen wären dabei aus Evidenzgründen anthropologisch als notwendigerweise kooperierende Wesen zu verstehen, nicht als egoistische Nutzenmaximierer im Sinn des Homo oeconomicus der klassischen ökonomischen Theorie.
Wissenschaftstheoretisch ist dabei ein handlungstheoretischer (und wie erwähnt: multidisziplinärer) Ansatz notwendig, denn das Leben und Wirtschaften in einem Haushalt – und mit diesem Haushalt innerhalb von Politik, Wirtschaft und Gesellschaft – orientiert sich an selbstgewählten – oder im Lebensverband vereinbarten – Zielen, langfristigen Plänen und Erwartungen, mit anderen Worten: Im und aus dem Haushalt heraus handeln nimmt auf andere Menschen und Institutionen sinnhaften Bezug, die Menschen sind mehr oder weniger ausgeprägt gestaltende Akteure.
Von den Wissenschaftsbereichen neben der Haushaltsökonomik, die die Haushaltsökonomie berücksichtigen, sind insbesondere zu nennen: Alltagsgeschichte, Familienpsychologie, Familiensoziologie, Sozialpsychologie, Haushaltstechnik, Techniksoziologie, Kulturwissenschaften (Cultural Studies, Kulturanthropologie), Ernährungswissenschaft. Als ein Teilgebiet, das sich vorrangig mit dem Konsumbereich der privaten Haushalte befasst, wäre die Konsumökonomik zu verstehen.